# エルフィン
エルフィン（elfin）は、過去に存在した日本の占い雑誌。学習研究社（現・学研ホールディングス、事業部門は学研パブリッシングに分割）が発行していた。
占い専門誌として学習研究社から発行されていた。
多彩な執筆陣による数少ない占い専門誌として刊行されるも休刊となるが、2019年10月09日に、復刊が発表された。

## おもな執筆者
- 鏡リュウジ
- ルル・ラブア
- マドモアゼル・愛
- 秋月さやか
- 不二龍彦
- 松村潔